# Кирило-Ганнівська волость
Кирило-Ганнівська волость — адміністративно-територіальна одиниця Зіньківського повіту Полтавської губернії з центром у селі Кирило-Ганнівка.
Станом на 1885 рік — складалася з 29 поселень, 16 сільських громад. Населення 6712 — осіб (3404 осіб чоловічої статі та 3308 — жіночої), 1030 дворових господарств.

Старшинами волості були:
- 1900 року Клименко[2];
- 1904 року Яресько[3];
- 1913 року Опанас Петрович Окара[4];
- 1915 року Федір Михайлович Яресько[5].